# 이상윤 (군인)
이상윤은 충청남도 홍성군 출신인 대한민국의 군인이었다. 1984년 학사사관 6기 포병장교 임관해, 1987년 항공병과로 전과하여 육군 학사사관 출신중에서는 2번째, 항공병과 장교로서는 최초로 장군에 진급했다. 항공병과 전과후 교육장교, 작전장교, 운항장교,‘시누크’헬기부대 대대장, 1군사령부 작전처 항공과장 등을 지내면서 다수의 국가급 항공임무를 현장에서 진두지휘했다. 특히 대대장, 항공단장 시절에는 탁월한 항공안전기법과 위험예지훈련을 생활화해 '한해 최다 부대표창 수상'이라는 육군의 진기록을 남겼다. 평소 임무 수행중 순직하는 것을 장교의 최고 명예로 여겼으며, 국가적인 재난시기에는 헬기조종사로서 작전에 직접 참여하여 3번의 죽을 고비를 구사일생으로 넘기기도 했다. 또한 육군항공작전사령부 항공전력발전계획단 단장 겸 부사령관으로 한국형 기동헬기 수리온과 세계최고 공격헬기‘AH-64E(아파치 가디언)’의 전력화와 효율적인 운용방안정립을 위한 육군항공전력 종합발전계획 수립에 전력했다.

## 학력
- 인천고등학교 졸업
- 한양대학교 금속공학과
- 육군포병학교 수료
- 육군항공학교 수료

## 경력
- 1984년 : 육군소위 임관(학사6기, 포병)
- 1987년 : 육군항공병과로 전과
- 2012년 : 육군준장진급
- 2012년 : 육군제20기계화보병사단 작전부사단장
- 2013년~2014년 : 육군항공작전사령부 항공전력발전계획단 단장 겸 부사령관
- 2014년~2016년 : 육군항공작전사령부 참모장
- 2016년~2018년 : 육군항공학교장 겸 육군항공병과장

## 같이 보기
- 육군 학사사관
- 육군학생군사학교